# Armeeabteilung Kempf
Die Armeeabteilung Kempf war eine kurzzeitig existierende deutsche Kommandobehörde der Wehrmacht während des Zweiten Weltkriegs.

## Geschichte
Die Abteilung wurde am 21. Februar 1943 durch die Umbenennung der Armeeabteilung Lanz bei der Heeresgruppe B in Südrussland aufgestellt und erhielt den Namen nach dem Befehlshaber der Armeeabteilung, Werner Kempf.
Der Armeeabteilung Kempf gelang im März 1943 zusammen mit Verbänden der Waffen-SS die vorübergehende Rückeroberung von Charkow. Vom 5. bis zum 13. Juli 1943 nahm die Armeeabteilung Kempf am Unternehmen Zitadelle teil. Der Befehlshaber Kempf wurde für das Scheitern der deutschen Offensive und den erneuten Verlust Charkows mitverantwortlich gemacht und am 18. August 1943 als Befehlshaber der Armeeabteilung abgelöst. Am 22. August 1943 wurde die Armeeabteilung in das Armeeoberkommando 8 umbenannt, das Otto Wöhler führte.
Befehlshaber über das Bestehen der Armeeabteilung Kempf hinweg war der General der Panzertruppe Werner Kempf. Als Chef des Stabes fungierte der Generalmajor Hans Speidel, welcher auch bereits Chef des Stabes bei der Vorgängerdienststelle, der Armeeabteilung Lanz, gewesen war.
Gliederung am 4. März 1943
- - Division Großdeutschland
  - Teile 88. Infanterie-Division
- Generalkommando z.b.V. Raus
  - SS-Kampfgruppe Harmel
  - 320. Infanterie-Division
  - 167. Infanterie-Division
  - 168. Infanterie-Division

Gliederung am 3. Juli 1943
- XXXXII. Armeekorps mit
  - 39. Infanterie-Division
  - 161. Infanterie-Division
  - 282. Infanterie-Division
- Generalkommando z.b.V. Raus, ehemaliges XI. Armeekorps mit
  - 106. Infanterie-Division
  - 198. Infanterie-Division
  - 320. Infanterie-Division
- III. Panzerkorps mit
  - 6. Panzer-Division
  - 7. Panzer-Division
  - 19. Panzer-Division
  - 168. Infanterie-Division